# Storsjön
Storsjön (în traducere în limba română Lacul Mare) este un lac situat în partea de vest a Suediei, în comitatul Jämtland, la poalele estice ale Alpilor Scandinaviei. Pe malul acestui lac se află mai multe localități, cea mai notabilă fiind orașul Östersund. În Storsjön se află una dintre cele mai întinse insule din Suedia și anume Frösön.